# Шагренева шкіра
«Шагренева шкіра» (фр. La Peau de Chagrin) — роман французького письменника Оноре де Бальзака, написаний у 1830—1831 роках. Став першим успішним твором Бальзака та приніс йому визнання;  роману передували різножанрові спроби автора в літературі.
Твір поєднує риси реалізму з фантастичними елементами. Молодий чоловік, розчарований пошуками достатку, отримує чарівну шагреневу (віслючу) шкіру. Вона здатна виконати будь-яке бажання, проте взамін скорочує термін життя. Погрузши в матеріальних надмірностях, герой роману опиняється перед лицем смерті.
Французьке слово chagrin означає водночас вид віслюка й смуток. Тому назва двозначна, головний герой отримує чарівну шкіру віслюка і водночас «шкіру смутку».

## Історія створення
Роман «Шагренева шкіра», став першим гучним успіхом молодого французького автора. Саме відтоді Бальзака почали сприймати як романіста, автора жанрових та масштабних творів. Книжка стала бестселером і витримала кількаразові передруки, ще за життя автора. Роман вважають класикою французької літератури, його екранізують та проводять детальний аналіз, як яскравий образок епох. Написаний в 1830—1831 роках роман «Шагренева шкіра» присвячений зіткненню молодої, недосвідченої людини з розбещеним численними вадами суспільством.

## Сюжет
Викладу основних подій передує зображення звивистої лінії, котру малював персонаж «Трістрам Шенді», роздумуючи про людське життя.
Талісман. Бідний молодий чоловік Рафаель де Валентен розчарований у житті, хоча йому тільки 25 років. Програвши останні гроші в казино, він хоче накласти на себе руки, кинувшись з моста в Сену. Слова випадкової перехожої спонукають чоловіка почекати, бо вода брудна й холодна. Він заходить до крамниці старожитностей, старий господар якої показує незвичайні товари з усіх куточків світу. З-поміж них той виділяє невелику шагреневу шкіру завбільшки з лисячу. Напис на шкірі стверджує, що вона здатна виконати будь-яке бажання власника. Проте за це вона відбиратиме в нього частину життя та зменшуватиметься сама. Рафаель бере цю шкіру та бажає влаштувати бурхливий бенкет.
Вийшовши з крамниці, Рафаель зустрічає друзів. Журналіст Еміль несподівано пропонує йому очолити видання нової прибуткової газети й запрошує на святкування з приводу її заснування. Рафаель спершу вважає такий поворот своєї долі випадковим. Прийшовши на бенкет, він зізнається Емілю, що кілька годин тому був готовий кинутися в Сену. Еміль розпитує, що змусило його зважитися на самогубство.
Жінка без серця. Рафаель розповідає про своє життя з самого малку. Його батько був суворим дворянином з півдня Франції. Наприкінці правління Людовика XVI він переїхав до Парижа, де швидко розбагатів, але розорився через революцію. Завдяки посагу дружини батько знову здобув значні статки, але зазнав іншого нещастя — після поразки Наполеона скуплені ним землі відійшли іншим країнам. Довгий судовий процес, в який він втягнув і сина — майбутнього доктора права — закінчився в 1825 році програшем справи. Через десять місяців батько помер. Рафаель продав усе майно, що лишилось, і залишився з сумою в 1120 франків.
Рафаель вирішив жити тихим життям у мансарді бідного готелю на околиці Парижа. У господині готелю, пані Годен, в Індії пропав безвісти чоловік-барон. Вона вірить, що коли-небудь той повернеться, розбагатілий. Її дочка Поліна закохується в Рафаеля, але він про це ще не знає. Він присвячує весь час написанню комедії та наукового трактату, сподіваючись, що вони принесуть йому визнання та багатство.
Одного разу він зустрічає на вулиці молодого Растіньяка. Той пропонує йому спосіб швидко збагатитися, одружившись з заможною й гарною жінкою Феодорою, котра втім одружуватись не бажає. Рафаель закохується в неї, витрачається на подарунки, приховуючи свою бідність. Растіньяк знайомить Рафаеля з Фіно, котрий пропонує написати підроблені мемуари своєї бабусі, пропонуючи за це великі гроші. Рафаель погоджується, за отримані гроші він тепер купує будинок і починає вести розгнуздане життя. Він покидає Феодору, почавши бачити в ній тільки джерело грошей, яких уже має вдосталь. Але невдовзі він встряє у борги, думає зірвати виграш в азартних іграх, проте втрачає і те, що мав. Саме тоді Рафаель задумує втопитися.
Через цю розповідь Рафаель згадує про шагреневу шкіру, що досі лежить у кишені. Жартома він просить отримати велику суму грошей і вимірює шкіру. Наступного ранку приходить юрист Кардо і оголошує, що у Рафаеля помер в Калькутті багатий дядько, у якого не було інших спадкоємців. Рафаель вимірює шкіру та пересвідчується, що вона зменшилась. Еміль і Рафаель все ще з недовірою, але вже з острахом вирішують виконати інше бажання.
Агонія. Минає час, багатий і впливовий Рафаель живе в розкішному будинку, де все відповідає його смакам. На стіні в рамці він тримає шагреневу шкіру. Рафаеля відвідує учитель, пан Порріке. Він просить виклопотати для нього місце інспектора в провінційному коледжі. Рафаель під час розмови промовляє: «Я від душі бажаю …». Тоді ж шкіра зменшується. Рафаель гнівається і жахається, адже його життя щойно зменшилось без його на те волі.
Рафаель їде в театр і там зустрічає Поліну. Її батько справді повернувся з Індії багатим. Вони зустрічаються в колишньому готелі пані Годен, на старій мансарді, де колись жив Рафаель. Вони освідчуються одне одному в коханні й вирішують одружитися. Переконаний, що тепер цілковито щасливий, Рафаель викидає шагреневу шкіру в колодязь.
Рафаель і Поліна одружуються й живуть разом. Але одного ранку садівник приносить шкіру, яку знайшов у колодязі, і вона стала ще меншою. Рафаель не розуміє як це могло статися і намагається повернути її колишній розмір чи знищити. Проте натураліст Лавріль не може її розтягнути; механік Планшет кладе її в гідравлічний прес аби розплющити, але той ламається; хімік барон Жафе не може розщепити її ніякими речовинами.
Поліна зауважує у Рафаеля ознаки сухот. Його друг, лікар Орас Б'янш, скликає консиліум. Однак жоден з лікарів не може визначити причину його хвороби. Рафаель усвідомлює, що це наслідок його бажань і скоро він помре. Він прагне вилікуватися, але ніщо не допомагає. Рафаель, дратуючись через усе, вбиває супротивника на дуелі та повертається до Парижа. Він боїться, що змарнує останні дні життя й намагається подовжити їх, заснувши під дією опію. Поліна знаходить його, тоді Рафаель, втрачаючи глузд, накидається на неї аби зустріти смерть в її обіймах. За мить він помирає.
В післямові автор стверджує, що бачив як Поліна відпливала на кораблі з якимось юнаком. Він описує її прекрасною жінкою мрії, що наче привид на картині Антуана де ла Саля бажає захистити країну від згубних віянь сучасності. Щодо Феодори, він пише — вона повсюди, втілюючи собою світське суспільство.

## Композиція і жанрові особливості
Роман ділиться на три рівні частини, кожна з них є складовим елементом одного великого твору і, одночасно, виступає як самостійна, закінчена історія. Жанрова своєрідність роману «Шагренева шкіра» складається з особливостей побудови цих трьох його частин і наскрізною ниткою психологізму.
У «Талісмані» намічається зав'язка всього роману і при цьому дається розповідь про чудесне спасіння від смерті Рафаеля де Валантена. Перший розділ поєднує в собі кілька літературних жанрів: риси реалізму і фантастики, будучи, по суті, похмурою романтичною казкою в гофманівскому стилі. У першій частині роману піднімаються теми життя і смерті, ризику, мистецтва, кохання, свободи.
У «Жінці без серця» розкривається наскрізний конфлікт твору і розповідається про нерозділене кохання. Тут же акцентуються наміри дрібного французького буржуа Рафаеля зайняти своє місце в суспільстві. Виключно реалістичне оповідання, просякнуте особливим, бальзаківським психологізмом: тут мова йде про дійсність і примарність — в почуттях, літературній творчості, житті.
Назва третьої частини роману, «Агонія», говорить сама за себе: це і кульмінація, і розв'язка, і зворушлива розповідь про нещасних закоханих, яких розлучив злий фатум і смерть. Яскравий приклад жанру класичної трагедії, в якій є місце і сильним почуттям, і всепоглинаючому щастю, і нескінченному горю, що закінчується смертю в обіймах коханої.

## Головні герої
- Рафаель де Валантен — молодий чоловік;
- Еміль — друг Рафаеля;
- Поліна — донька пані Годен;
- Графиня Феодора — світська дама;
- Растіньяк — юнак, друг Еміля;
- Власник ятки старовинних речей;
- Тайфер — власник газети;
- Кардо — юрист;
- Акилина — куртизанка;
- Євфрасинья — куртизанка;
- Пані Годен — розорена баронеса;
- Йонафан — старий слуга Рафаеля;
- Фіно — видавець;
- Пан Поріке — колишній учитель Рафаеля;
- Пан Лавриль — натураліст;
- Пан Планшет — механік;
- Шпиггальтер — механік;
- Барон Жафе — хімік;
- Орас Б'яншон — молодий лікар, друг Рафаеля;
- Бріссе — лікар;
- Камеристус — лікар;
- Могреді — лікар.

## Тематика роману
Упродовж розвитку сюжету Рафаель суттєво змінюється. До володіння шагреневою шкірою він — боязкий, зубожілий поет, утім готовий пожертвувати заради творчості всіма благами. Проте отримавши шанс розбагатіти, він починає бачити гроші як вираження щастя. Отримавши чарівну шкіру він — вдалий капіталіст, частина суспільства, де панує надмірність і споживацтво.
Зустріч із зберігачем шагрені, який передає її Рафаелю, доленосна. Парадокс володіння нею полягає в тому, що з кожним виконаним бажанням шагрень стискається, зменшуючи і довжину життя Рафаеля. Герой постає перед вибором: задовольняти свої бажання і прожити коротке, але насичене благами життя, або захистити себе від будь-яких потреб, щоб хоч якось продовжити свої дні. Шагрень дозволяє йому замислитися над ціною задоволення своїх бажань. Шагренева шкіра виступає в романі як символ фатальної приреченості особистості на шляху угамування егоїстичних бажань і пристрастей. І відмова від пристрастей і бажань, і скажена гонитва за ними виявляються однаково згубними для людини.
На шляху до смерті Валентена чекає зустріч з двома ключовими фігурами в його долі. Це Феодора, що уособлює суспільство, і Поліна, живе втілення любові. Спочатку Рафаель закоханий у Поліну, яка теж його любить. Але бажання підкорити Феодору заради багатства вбиває кохання до Поліни. Мимоволі сам Рафаель ставить на одні терези любов і гроші. Тільки багата Поліна являє для нього інтерес, він не бажає визнавати, що можна полюбити її просту. В стосунках з Феодорою він бачить власне багатство як запоруку успіху, тож приписує собі статки, котрих не має, живе напоказ. Шагренева шкіра підштовхує його на цьому шляху, ведучи до шлюбу з Поліною, що стає, однак, кульмінацією досягнення матеріальних благ, а не душевного потягу.

## Українські переклади
- «Шагреньова шкура» / Оноре де Бальзак; переклад з французької Василя Вражливого. — Харків : ДВУ, 1929. — 230 с.
- «Чародійна шкіра» / Оноре де Бальзак; переклад з французької Василя Софронова. — Львів : Діло, 1936.
- «Шагренева шкіра» / Оноре де Бальзак; переклад з французької Юрія Лісняка. — Київ : Дніпро, 1989. — (Твори : у 10 т. ; т. 3). — ISBN 5-308-00450-1.
- «Шагренева шкіра» / Оноре де Бальзак; переклад з французької Юрія Лісняка та Григорія Філіпчука; передмова та примітки Дмитра Наливайка. — Харків : Фоліо, 2017. — 441, [2] с. — (Бібліотека світової літератури). — ISBN 978-966-037-309-9.
- «Шагренева шкіра» / Оноре де Бальзак; переклад з французької Юрія Лісняка. — Київ : КМ-Букс, 2017. — 288 с. — Серія «КМ Класика». — ISBN 978-617-7498-30-7.

## Екранізації
- Раб бажання (фільм) (1923)
- Шагренева шкіра (фільм, 2010)